# باتاشو
باتاشو (بالفرنسية: Patachou)‏ (و. 1918 – 2015 م) هي ممثلة، ومغنية من فرنسا . ولدت في باريس .
توفيت في نويي-سور-سين .

## جوائز
حصلت على جوائز منها:
- ضابط وسام جوقة الشرف.

## روابط خارجية
- باتاشو على موقع IMDb (الإنجليزية)
- باتاشو على موقع روتن توميتوز (الإنجليزية)
- باتاشو على موقع ألو سيني (الفرنسية)
- باتاشو على موقع ميوزك برينز (الإنجليزية)
- باتاشو على موقع أول موفي (الإنجليزية)
- باتاشو على موقع قاعدة بيانات برودواي على الإنترنت (الإنجليزية)
- باتاشو على موقع قاعدة بيانات الأفلام السويدية (السويدية)
- باتاشو على موقع ديسكوغز (الإنجليزية)
- باتاشو على موقع قاعدة بيانات الفيلم (الإنجليزية)
- باتاشو على موقع كينوبويسك (الروسية)